# Liste des comtes de la Marche
Le comté de la Marche apparait au nord du Limousin à la fin du Xe siècle et dure jusqu'à la Révolution française. Il passe entre les mains de différentes familles avant d'être généralement détenu à partir de 1525 par la famille royale.

## Maison de Charroux
Les premiers comtes de la Marche sont issus de la maison de Charroux.

Armes des comtes de Périgord

- Armes des comtes de PérigordVers 955/958 - 988 : Boson Ier le Vieux, fils de Sulpice et petit-fils de Geoffroy, comtes de Charroux[2], comte de La Marche et comte de Périgord par son mariage à Emma de Périgord. La chronique de Saint-Maixent le dit fils de Sulpice et petit-fils de Geoffroy, mais cette filiation est douteuse car ces personnages ne sont mentionnés nulle part ailleurs. Il est dit « le Vieux » (vetulus) dans la chronique d’Adémar, probablement pour le distinguer de son fils du même nom. Boson Ier apparaît dans les textes en 957 et était probablement déjà mort en 974, lorsque son fils Hélie mène la guerre contre les vicomtes de Limoges (voir chronique d’Aimoin). Il était seigneur de Charroux et devient « marquis » (marquio),  c’est-à-dire seigneur de la marche, dans des circonstances inconnues (c'est le mariage de Rothilde de Brosse avec Géraud de Limoges après qu'elle s'est séparée d'Archambaud de Comborn, qui justifie le duc d'Aquitaine Manzer fils, d'envoyer Boson Ier à la Tour Saint Austrille pour y créer la Marche. En effet, Géraud de Limoges est son suzerain tandis que Comborn est du Berry. Le Berry avait été sorti de l'Aquitaine par le roi Raoul qui avait destitué Manzer père, duc d'Aquitaine, après que celui-ci ait soutenu Charles III contre le beau-père de Raoul, Robert, comte de Paris, fils de Robert le Fort. On sait seulement qu’il a mené une longue guerre contre les vicomtes de Limoges et qu’il s’est « emparé de la marche de ce pays » (voir chronique d’Aimoin). Il est fondateur des abbayes de Charroux et du Dorat, dont le cartulaire est la principale source de renseignements sur lui. Il épouse Emma, fille et héritière du comte Bernard d'Angoulême et de Périgord. On lui connaît avec certitude cinq fils :

1. Hélie, qui devient comte du Périgord par héritage de sa mère et qui meurt vers 975, « pèlerin sur la route de Rome » pour expier un attentat contre le chorévêque Benoît qu'Ebles de Limoges voulait comme successeur[3] (voir chronique d’Adémar).
2. Aldebert Ier, mort au cours d'une bataille livrée à Charroux en 997.
3. Boson II.
4. Gausbert, mentionné plusieurs fois mais sans titre précis.
5. Martin, supposé « fils de Boson et d’Ayna », évêque de Périgueux, était aussi son fils, mais il n’apparaît jamais en compagnie de ses supposés père et frères dans les divers actes que l’on a d’eux.

- 988-997 : Audebert Ier ou Aldebert Ier, fils du précédent. D’abord maître de la « marche limousine » (future Haute Marche), il succède à son frère Hélie vers 975 comme comte du Périgord. À l’occasion d’un traité de paix avec les Limousins, il épouse Adalmodis, fille de Géraud, vicomte de Limoges, dont il a un fils, Bernard. Il a un long conflit avec le comte de Poitiers et est tué en 997 sous les murs de Gençay. Il est inhumé à Charroux.
- 988-1008 : Boson II, frère du précédent. D’abord maître de la « marche poitevine » (future Basse Marche), il hérite de son frère Aldebert en 997, et regroupe entre ses mains tous les biens de la famille. Il est le premier à se dire « comte de la Marche », les marches ne formaient pas un comté mais un territoire tampon frontalier du royaume de France et ce titre de comte est probablement une extension de celui de comte du Périgord. Les chroniques le concernant étant contradictoires (Adémar, Pierre de Maillezais), son histoire reste confuse ; il soutient le siège de Bellac contre le roi Robert ; il serait mort empoisonné par son épouse, dont le nom n’est mentionné dans aucun acte authentique, et enterré à Périgueux. Son dernier signe de vie est une charte doublement datée de 1006 et 1012. À sa mort, « le duc Guillaume [d’Aquitaine] s’institua tuteur de ses fils ; à Hélie, fils de Boson[4], il attribua la ville de Périgueux, et à Bernard, fils d’Aldebert, il rendit la Marche. » (Chronique d’Adémar).
- 1009-1047 : Bernard Ier (991-1047), fils d'Aldebert Ier ; marié à Amélie, ils ont :

1. Audebert II.
2. Eudes Ier.
3. Almodis, épouse successivement Hugues V de Lusignan, Pons comte de Toulouse et Raimond-Bérenger Ier comte de Barcelone.
4. Rangarde, épouse Pierre Raymond de Carcassonne.
5. Lucie, épouse Arnaud de Pallars.
6. Agnès, épouse Mariée à Ramnulfe de Montmorillon.

- 1047-1088 : Audebert II ou Aldebert II (♰ 1088), fils du précédent ; marié à Poncia, ils ont :

1. Boson III.
2. Almodis, épouse Roger Montgommery.
3. Inconnue, religieuse et fiancée en 1076 à Simon de Crépy.

- 1088-1091 : Boson III (♰ 1091), fils du précédent. Sans postérité connue.
- 1091-v. 1098 : Eudes Ier (♰ av. 1098), fils de Bernard Ier et frère cadet d'Audebert II, il succède à  son neveu Boson III. Sans postérité.
- v. 1098- 1106 : Almodis de la Marche (?-av. 1129), fille d'Audebert II et sœur de Boson III. Elle épouse Roger III de Montgommery dit le Poitevin et fait passer le comté de la Marche dans la famille de Montgommery[5].

## Maison de Montgommery
- v. 1102-? : Roger le Poitevin (♰ v. 1123) de la famille de Montgommery (anglo-normande). Il devient comte de la Marche par son mariage avec Almodis, fille d'Audebert II[5],[6]. Ils ont :

1. Eudes II.
2. Boson [IV] (♰ ap. 1117), sans postérité connue.
3. Audebert III.
4. Ponce, épouse Vulgrin II, comte d'Angoulême.

- 1106-ap. 1119 : Eudes II (♰ ap. 1119), fils des précédents. Sans postérité connue.
- v. 1119-v. 1168 Audebert III ou Aldebert (♰ 1168), frère du précédent ; épouse Orengarde, ils ont :

1. Audebert IV.
2. Boson [V] ( (♰ ap. 1172), sans postérité connue.
3. Marquise, épouse Guy IV de Comborn, vicomte de Limoges. Sans postérité.

- v. 1168-1177 : Audebert IV ou Aldebert (♰ 1180), fils des précédents ; épouse Mirable, ils ont :

1. Marquis, décède avant son père, assassiné (♰ 1174/1177) ; sans postérité.
2. Marquise, épouse Guillaume "Calvus" ; sans postérité.

Sans héritier direct, Audebert IV vend le comté de la Marche à Henri II, roi d'Angleterre, pour le prix de 15 000 livres, 20 chevaux de bataille, 20 mules dont le comte à besoin pour gagner la Terre Sainte. La transaction a lieu à l'abbaye de Grandmont. Le comte meurt le 29 août 1180 à Constantinople.

Armes des rois d'Angleterre

## Maison Plantagenêt, rois d'Angleterre
- 1177-1189 : Henri II Plantagenêt
- 1189-1199 : Richard Ier Cœur de Lion, fils du précédent.
- 1199-1199 : Jean sans Terre, frère du précédent. Il cède le comté de la Marche aux Lusignan en 1199.

## Maison de Lusignan

Armes des seigneurs de Lusignan

- 1199-1219 : Hugues IX le Brun, seigneur de Lusignan, reçoit le comté de la Marche de Jean sans Terre et d'Aliénor d'Aquitaine en 1199.
- 1219-1249 : Hugues X de Lusignan, seigneur de Lusignan, comte de la Marche, fils du précédent, marié en 1220 à Isabelle Taillefer, comtesse d'Angoulême, reine-consort d'Angleterre, veuve de Jean sans Terre.
- 1249-1250 : Hugues XI le Brun, seigneur de Lusignan, comte de la Marche et d'Angoulême, fils du précédent, marié à Yolande de Bretagne, fille de la duchesse de Bretagne Alix de Thouars et de Pierre de Dreux dit Mauclerc, qui lui apporte en dot le comté de Penthièvre, terres confisquées à Henri d'Avaugour.
- 1250-1270 : Hugues XII de Lusignan, seigneur de Lusignan, comte de la Marche et d'Angoulême, fils du précédent, marié à Jeanne de Fougères, baronne de Fougères et dame de Porhoët.
- 1270-1303 : Hugues XIII le Brun, fils du précédent, seigneur de Lusignan, de Fougères, de Porhoët, comte de la Marche et d'Angoulême, fils du précédent ; marié à Béatrice de Bourgogne. Il engage ses terres au roi de France en 1301. Sans postérité.
- 1303-1308 : Guy Ier de Lusignan, seigneur de Lusignan, de Fougères, de Porhoët, comte de la Marche et d'Angoulême, frère du précédent. Sans postérité.
- 1308-1314 : Yolande de Lusignan, dame de Lusignan, de Fougères, de Porhoët, comtesse de la Marche et d'Angoulême, sœur et héritière des précédents, mariée à Hélie Ier Rudel, seigneur de Pons et de Bergerac puis à Robert II de Matha, seigneur de Mornac. Elle vend le comté de la Marche au roi de France, Philippe IV le Bel, en 1309, mais en garde l'usufruit, qui le fait administrer par Hugues de La Celle jusqu'en 1314.Armes de Charles le Bel

Armes de Charles le Bel

## Apanage
- 1314-1322 : Charles IV le Bel, troisième fils du roi Philippe le Bel, qui lui concède le comté en apanage. Le comté de la Marche est érigé en pairie de France en 1316. Charles de la Marche devient roi de France en 1322. Dès son avènement, il échange le comté de la Marche contre le comté de Clermont-en-Beauvaisis avec le duc de Bourbon.

## Maison capétienne de Bourbon

Armes des Bourbon-la Marche

- 1322-1342 : Louis Ier le Grand, duc de Bourbon. Il acquiert le comté de la Marche du roi Charles IV le Bel, en échange du comté de Clermont-en-Beauvaisis. La pairie attachée au comté est confirmée par le roi.
- 1342-1359 : Jacques Ier, fils cadet du précédent
- 1359-1360 Thomas de la Marche est nommé par le duc de Bourbon et frère du roi, lieutenant du bailliage des montagnes d'Auvergne. Il s'installe à Nonette avec une lourde troupe armée. Chevalier de Charles V et lieutenant de Louis II de Bourbon, en 1359 il est nommé seigneur de la Marche, gouverneur d'Auvergne, du Bourbonnais, du Berry et du Mâconnais. Jean de Berry nommé duc fait destituer en 1360 Thomas de la Marche gouverneur d’Auvergne et du Berry et seigneur de la Marche.
- 1362-1362 : Pierre Ier de Bourbon, fils du précédent (nommé pour quelques mois seulement)
- 1362-1393 : Jean Ier de Bourbon-La Marche comte de la Marche, de Vendôme et de Castres frère du précédent. Il tient les comtés de Vendôme et de Castres par l'héritage de sa femme Catherine de Vendôme.
- 1393-1438 : Jacques II, comté de La Marche et de Castres, fils du précédent. Il ne laisse qu'une fille, qui apporte le comté de la Marche à la famille d'Armagnac.

## Maison de Broé
- En 1455, les biens du comté de la Marche sont confisqués par le Roi et sont ils confiés à des proches  du Roi, nommés comtes a temporis.

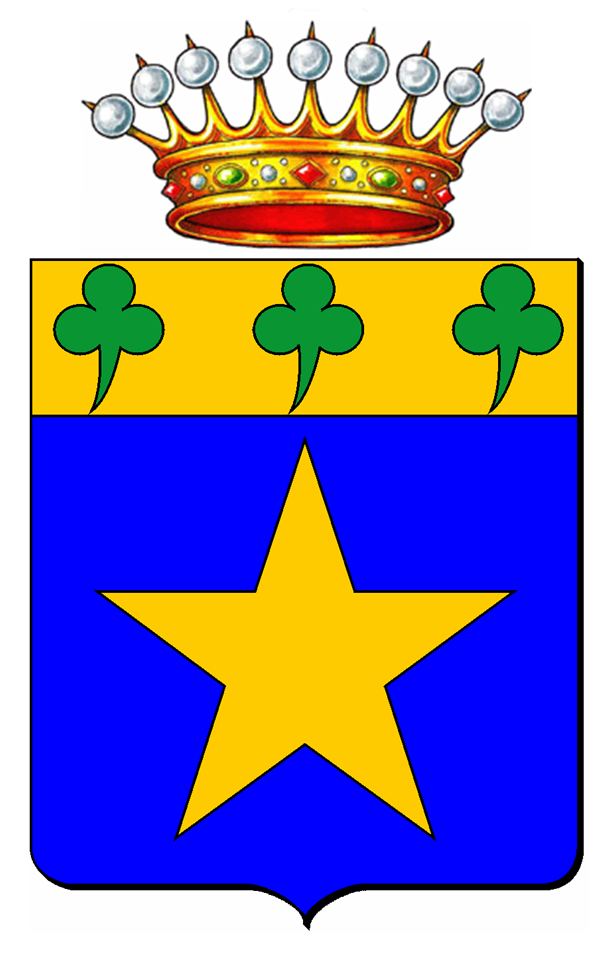
Blason de la maison de Broé - « D’azur à l’étoile d’or, au chef de même chargé de 3 trèfles de sinople ».

- Blason de la maison de Broé - « D’azur à l’étoile d’or, au chef de même chargé de 3 trèfles de sinople ».de 1455 à 1472 Jean de Broé (1420-1483), chevalier, trésorier du roi, seigneur de Chardon et de Courcelle pour lui et les siens à perpétuité, est nommé seigneur de La marche. Il était auparavant le trésorier du roi et administrateur des deux pays d’Auvergne et de la Marche (région du Limousin). On retrouve mention dans une charte où Jehan de La Broë est cité : « Document 46. Lettres du roi Charles (Charles VII le Victorieux) à Jehan de La Broë - alias Jehan de Broé —, commis à recevoir les deniers provenant de la commission des francs fiefs pour les pays d'Auvergne et de la Marche dès 1449. » - Source : catalogue analytique des Chartres, documents historiques et titres provenant du cabinet de Monsieur Magny de 1867, Jacques Charavey, rue des grands Augustins 26, Paris, 1867, en page 13).
- En 1467, Jean II de Broé est connu en 1467 comme le seigneur du comté de la marche. Il est toujours le puissant trésorier de roy, notamment il administre sur place le duché d’Auvergne et le comté de la Marche. Jean II de Broé est cité comme seigneur de chardon et La Marche, il est gouverneur  A temporis de La marche, ce nom particulier à cette époque, était apparenté au comté de la Marche en Limousin par décision du roi, faisant suite aux troubles de Thomas de la Marche, destitué du comté de la Marche à la suite de la trahison du comte Jacques d’Armagnac, héritier de la Marche, qui complotait alors avec les Anglais contre la France. Le comté de La marche fut confisqué de 1455, jusqu’à la restitution du comté de La Marche en 1472, à Pierre de Beaujeu-Bourbon. Après la restitution du comté de la Marche, Jehan de Broé sert encore le roi de 1472 à 1483 comme trésorier royal, et depuis sa seigneurie de Chardon il contribue à la paix et aux intérêts financiers des deux puissants vassaux de la région : le duc de Bourbon et d’Auvergne et le comte de Clermont. Il  épouse Marie de Clavet, issue de la maison de Clermont, montrant ainsi le lien étroit de la maison de Broé aux comtes de la maison de Clermont, attachement que ses successeurs pourront remarquer et qu’ils leur rendront.

Armes des Armagnac-Pardiac

## Maison d'Armagnac
- 1438-1455 : Éléonore de Bourbon-La Marche, fille de Jacques II. Elle épouse en 1429 Bernard VIII d'Armagnac, avec qui elle dirige le comté seulement jusqu'en 1455.
- 1455-1477 : Jacques III d'Armagnac, fils d'Éléonore de Bourbon et de Bernard de Pardiac, il hérite seulement de droits théoriques sur le comté, car le comté est déjà confisqué par le roi -  à la mort de son père en 1455.

Armes des ducs de Bourbon

## Maison capétienne de Bourbon
- En 1470, excédé par les trahisons des puissants vassaux, Louis XI met les 3 comtés de l'Armagnac, du Rouergue et de la Marche sous séquestre royal. En 1477, Jacques III d'Armagnac est jugé pour trahison et  il est décapité le 4 août 1477. Le comté passe alors à son cousin issu de germain Pierre de Beaujeu, sire de Beaujeu, qui est le gendre de Louis XI. Pierre de Beaujeu reçut du roi une partie des biens des Armagnacs en 1472 (comté de la Marche, et les deux vicomté de Carlat et de Murat) puis devint, du fait de la mort de ses deux frères aînés en 1488, le chef de la maison de Bourbon et à ce titre duc de Bourbon et d'Auvergne, comte de Clermont, de Forez et de Gien et prince souverain de la principauté de Dombes.
- 1477-1503 : Pierre II de Bourbon, duc de Bourbon et d'Auvergne, dit Pierre de Beaujeu.
- 1503-1521 : Suzanne de Bourbon, fille de Pierre II de Bourbon et d'Anne de Valois. Elle épouse en 1505 son cousin Charles III de Bourbon-Montpensier, qui hérite de ses biens à sa mort, puisqu'elle ne laisse pas d'enfants.
- 1521-1525 : Charles III de Bourbon, qui hérite des biens de sa femme Suzanne, mais se les voit confisquer par le roi François Ier en 1525.

## Maison de Savoie
- 1522-1531 : Louise de Savoie, cousine germaine de Suzanne de Bourbon. Elle conteste la succession à Charles III et obtient de son fils François Ier l'investiture pour les duchés de Bourbon et d'Auvergne, les comtés de Clermont, de Forez et de la Marche ainsi que la seigneurie de Beaujeau le 7 octobre 1522.

## Apanages
1540-1545 : Charles II d'Orléans, troisième fils de François Ier, qui lui concède le comté en apanage. Il ne laisse pas d'enfants. Le comté revient momentanément alors à la couronne.

## Maison de Crozant
- Vers 1635-1650 : Sylvain de la Marche, seigneur de Crozant, descendant des premières maisons rachète le comté et le titre au roi[9].

## Maison de Bourbon-Conti
À une époque indéterminée?, le titre de comte de la Marche passa dans la maison de Conti.[réf. nécessaire]
- Louis Henri de Bourbon (1672-1677), Abbé commendataire d'Ourscamps, comte de la Marche et de Clermont-en-Beauvaisis
- 1685-1709 : François-Louis de Bourbon-Conti.
- 1709-1727 : Louis-Armand de Bourbon-Conti, fils du précédent.
- 1727-1776 : Louis-François de Bourbon-Conti, fils du précédent. Il était connu sous le nom de comte de la Marche avant la mort de son père en 1727.
- 1776-1814 : Louis-François-Joseph de Bourbon-Conti, fils du précédent. Il était connu sous le nom de comte de la Marche avant la mort de son père en 1776. Il ne laissa pas d'enfants et les titres de Conti et de la Marche s'éteignirent avec lui.

## Titre de courtoisie

Henri d'Orléans, prétendant orléaniste au trône de France, accorda à son fils cadet le titre de comte de la Marche. Ce titre n'a pas de valeur légale et doit être considéré comme un titre de courtoisie.
- 1976-1983 :  Thibaut d'Orléans.
- 1983- : Robert d'Orléans (1976), fils du précédent.

### Sources et bibliographie

#### Sources manuscrites
- Cartul. de l'évêché de Châlon ; cartul. des comtes de la Marche (477) ; cartul. de Beaulieu en Limousin (579) ; actes relatifs pour la plupart à la Bourgogne (833). Copies faites par ou pour Jean Bouhier, Paris, BnF, manuscrit latin 17089, 1601-1700. [lire en ligne]

#### Sources diplomatiques
- Cartulaire des comtes de la Marche et d'Angoulême, éd. Georges Thomas, Angoulême, Imprimerie Ouvrière, 1934. [lire en ligne]